# Gary Locke
Pour les articles homonymes, voir Locke.
Gary Faye Locke, né le 21 janvier 1950 à Seattle (État de Washington), est un homme politique américain. Membre du Parti démocrate, il est gouverneur de Washington entre 1997 et 2005 (premier Sino-Américain à gouverner un État américain), secrétaire au Commerce entre 2009 et 2011 dans l'administration du président Barack Obama puis ambassadeur des États-Unis en Chine entre 2011 et 2014.

## Origines et vie privée
Gary Locke naît le 21 janvier 1950 à Seattle. Ses grands-parents paternels sont originaires de Taishan, dans la province chinoise de Guangdong et émigrent aux États-Unis où son père est né. Sa mère vient de Hong Kong. Ses parents lui ont donné le prénom cantonais de 駱家輝 Lok Gaa-Fai. Après des études secondaires à Seattle, il a obtenu un bachelor of arts en sciences politiques à l'université Yale en 1972 puis un diplôme de droit à l'université de Boston en 1975.
Il s'est marié en octobre 1994 avec Mona Lee, ancienne journaliste d'une télévision locale de Seattle dont le père est de Shanghaï et la mère de Hubei. Ils ont trois enfants (Emily Nicole, née en 1997, Dylan James, né en 1999 et Madeline Lee, née en 2004).

## Carrière politique
En 1982, Gary Locke est élu pour le district de Seattle Sud à la Chambre des représentants de l'État de Washington. Onze ans plus tard, en 1993, il devient le premier Sino-Américain à être élu County Executive du comté de King, battant le sortant Tim Hill. En 1996, il remporte les primaires démocrates puis l'élection au poste de gouverneur. Il est facilement réélu en 2000.
Les Démocrates le critiquèrent pour son adhésion à l'approche « pas de nouvelles taxes » du Parti républicain pour faire face aux problèmes budgétaires de l'État de Washington après la dégradation économique de 2001. Parmi les réductions de dépenses figurèrent le licenciement de milliers d'employés de l'État, la réduction de la couverture maladie, le gel des salaires publics et la coupe dans le budget des maisons de retraite et les programmes pour les handicapés.
Sur le plan national, les Démocrates voient en Gary Locke une star montante du parti et un possible candidat à la vice-présidence en 2004. Il est choisi pour donner la réponse du parti au discours sur l'état de l'Union du président Bush en 2003.
À la surprise générale, il ne sollicita pas un troisième mandat de gouverneur en 2003, indiquant qu'il souhaitait passer plus de temps en famille. Susan Paynter, une éditorialiste au Seattle Post-Intelligencer, suggéra que les insultes et les menaces contre lui et sa famille, reçues en grand nombre après son intervention au nom du Parti démocrate à la suite du discours de l'État de l'Union de George Bush, ont joué un rôle dans cette renonciation.

### Secrétaire au Commerce

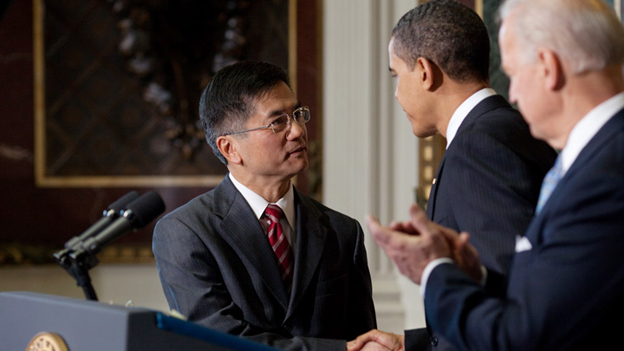
Gary Locke avec le président Obama et le vice-président Biden après l'annonce de sa nomination.

Le 4 décembre 2008, l'Associated Press rapporte que Gary Locke est un candidat potentiel pour le poste de secrétaire à l'Intérieur dans le cabinet de l'alors président élu Barack Obama. Finalement, Ken Salazar est nommé.
Barack Obama choisit Bill Richardson pour être son secrétaire au Commerce, mais celui-ci, sous le coup d'une enquête pour corruption, doit renoncer. Le président choisit alors le sénateur républicain Judd Gregg mais ce dernier renonce peu de temps après, exprimant des différences de point de vue sur la politique à mener avec le président. Finalement, le 25 février 2009, il annonce la nomination de Gary Locke. Confirmé par le Sénat, il est la troisième personnalité d'origine asiatique dans le cabinet présidentiel de Barack Obama.

### Ambassadeur en Chine
Le 9 mars 2011, Barack Obama officialise la nomination de Gary Locke au poste d'ambassadeur des États-Unis en Chine. Il remplace Jon Huntsman, Jr., qui quitte ses fonctions le 30 avril 2011. Le 27 juillet 2011, le Sénat américain confirme le choix de Barack Obama, à l'unanimité et sans débattre. Rebecca Blank le remplace par intérim, alors que John Bryson est officiellement désigné pour lui succéder.